# Sołoncy (obwód irkucki)
Sołoncy (ros. Солонцы) – wieś (sieło) w Rosji, w obwodzie irkuckim, w rejonie niżnieudińskim. W 2010 liczyła 316 mieszkańców.